# Victor de Behr
Georges Louis Richard Edouard Victor de Behr (* 20. April 1865 in Saint-Josse-ten-Noode/Sint-Joost-ten-Node; † nach 1900) war ein belgischer Wasserballer.
Er spielte beim Brüsseler Schwimm- und Wasserballverein, welcher zum Vertreter Belgiens bei den Olympischen Sommerspielen 1900 gewählt wurde. Im olympischen Turnier schaffte es das Team bis in das Finale, in dem sie gegen den Osborne Swimming Club verloren, welcher Großbritannien repräsentierte, und damit die Silbermedaille gewannen.